# مجاص
مجاص  قرية سوريّة تتبع إداريّاً لمحافظة حلب منطقة جبل سمعان ناحية تل الضمان، بلغ تعداد سكانها 478 نسمة حسب التعداد السكاني لعام 2004.